# 47 км (зупинний пункт, Придніпровська залізниця)
47 кіломе́тр — пасажирський зупинний пункт Криворізької дирекції Придніпровської залізниці на електрифікованій лінії Апостолове — Запоріжжя II між станціями Апостолове (8 км) та Тік (11 км). Розташований між селами Запорізьке, Козацький Кут та Нова Січ Криворізького району Дніпропетровської області.

## Пасажирське сполучення
На платформі 47 км зупиняються приміські електропоїзди сполученням Криворізького та Нікопольського напрямків. Платформа у напрямку станції Тік коротка, яка розрахована на посадку/висадку пасажирів лише для перших двох вагонів електропоїздів.